# One (Geroのアルバム)
『one』（ワン）は、Geroの1stアルバムである。2013年7月24日発売。発売元はNBCユニバーサル・エンターテイメントジャパン。

## 概要
- 発売日は、1stシングル『BELOVED×SURVIVAL』の発売から2週間後である2013年7月24日である。本作は、メジャー・デビュー・アルバムとなる。
- 通常盤、初回限定盤A(特典DVD)、初回限定盤B(特典CD)の3形態となる。初回限定盤Aには、2013年5月19日に開催されたファンクラブイベント「第三回のぜ部集会」のライブ映像が収録されたDVDが付属。初回限定盤Bには、未発表曲を他数収録した「歌ってみた ver.Gero」のCDが付属する。
- 発売を記念して、2013年7月27日から同年10月26日にかけて、全26公演の全国ツアー「Gero Live Tour 2013 - one -」を開催[1]。

## 収録曲

### CD
1. Opening [2:13]
作曲・編曲：黒須克彦
2. NO WAY OUT [4:13]
作詞・作曲：HoneyWorks 編曲：HoneyWorks×黒須克彦
3. 自分的最強論 [3:52]
作詞・作曲：中西航介 編曲：中西航介×黒須克彦
4. アンチェインゲイザー [4:18]
作詞・作曲：Last Note. 編曲：Last Note.×黒須克彦
5. Mob feat.大凶作 [3:30]
作詞・作曲：鬱P 編曲：鬱P×大凶作
6. うどん [3:45]
作詞・作曲・編曲：前山田健一
7. BELOVED×SURVIVAL [3:31]
作詞：六ツ見純代 作曲：HoneyWorks 編曲：HoneyWorks×黒須克彦
8. 硝子の少女 [3:20]
作詞・作曲：すこっぷ 編曲：すこっぷ×黒須克彦
9. Ivory [6:27]
作詞・作曲：buzzG 編曲：buzzG×黒須克彦
10. Vanishing Code [4:18]
作詞・作曲：ダルビッシュP＆Keisuke.N 編曲：ダルビッシュP＆Keisuke.N×黒須克彦
11. 永遠の朱雪 [4:33]
作詞：hotaru 作曲・編曲：Tom-H＠ck
12. 心化論 [4:49]
作詞・作曲：40ｍP 編曲：40ｍP×黒須克彦
13. ありがとう [6:03]
作詞：Gero　作曲・編曲：菊田大介(Elements Garden)

### 特典DVD
※初回限定盤Aのみ
2013年5月19日に開催されたファンクラブイベント『第三回のぜ部集会』のライブ映像を収録
1. アイ
2. you
3. HALO
4. 千本桜
5. Love-Letter
6. 名古屋のデブ
7. The Bandits（The Six Little Bandits）

### 特典CD
※初回限定盤Bのみ
1. チルドレンレコード
2. え？あぁ、そう。
3. いーあるふぁんくらぶ
4. Ｓ・Ｋ・Ｙ
5. 脳漿炸裂ガール
6. soundless voice feat.まらしぃ

## 演奏
- 山本陽介：Guitar (#1.2.3.7.8.9.10.12)
- 黒須克彦
  - Bass (#1.2.3.7.8.10.12)
  - Other Instruments (#1.2.3.4.7.8.9.10.12)
- 海賊王：Guitar (#2)
- 中西：Guitar (#4)
- 色白：Bass (#4)
- DEATH姫：Shout Vocal (#5)
- 最後らへんのシ者、エンジェル正岡：Guitar (#5)
- ガスマス子：Bass (#5)
- 隈：Drums (#5)
- 板垣祐介：Guitar (#6)
- buzzG：Guitar (#9)
- Kei Nakamura：Bass (#9)
- ダルビッシュP：Guitar (#10)
- 土方幸徳：Drums (#11)
- 工藤嶺：Bass (#11)
- Tom-H@ck：Guitar & Programming (#11)
- 山中信人：津軽三味線 (#11)
- 小濱明人：尺八 (#11)
- 荒井美帆：二十五絃箏 (#11)
- 松本圭司：Piano (#13)
- 加納望：Guitar (#13)
- 菊田大介：All Other Instruments ＆ Programming (#13)